# RockpelsXuklis
RockpelsXuklis és un esdeveniment musical solidari organitzat per primer cop el 2012 entre l'Associació de Veïns i Veïnes de Montbau i l'Associació de Familiars i Amics de Nens Oncològics de Catalunya (AFANOC), per tal d'integrar al barri la recentment creada Casa dels Xuklis, una casa d’acollida per a nenes, nens i adolescents amb càncer i les seves famílies. Emmarcat en els actes de la Festa Major de Montbau, i com a 'Xuklis Blues Festival' les dues primeres edicions van tenir lloc al Pla de Montbau. Tothom que hi participa, músics, tècnics, veïns dels barri que col·laboren en el servei de bar i marxandatge, ho fan desinteressadament, i la recaptació és íntegra per a la Casa dels Xuklis.
Els primers concerts van ser de blues i rock, ja que els promotors de l'esdeveniment eren persones que havien viscut la realitat del càncer en els seus fills/es i eren amants del blues i del rock. Amb el temps es van anar afegint altres estils musicals: el heavy, el metal, el jazz, la clàssica, el hip-hop, l’òpera, el reggae, l’ska, el gòspel, el rap, el trap, i fins i tot les havaneres.
De 'Xuklis Blues Festival' el 2014 va passar a anomenar-se 'Xuklis Festival', i el 2019 RockpelsXuklis, i a més dels festivals de Montbau es va estendre a sales de concerts, com la Sala Apolo, Sala Bóveda, Teatre de la Llotja, Sala Rocksound, Sala Salamandra, Sant Jordi Club, Barts, Wolf Barcelona.